# Berkendael
Berkendael (en néerlandais : Berkendaal) est un quartier de la commune belge d'Ixelles dans la Région de Bruxelles-Capitale.
Il se situe près de la frontière d'Uccle, de Forest et de Saint-Gilles dans l'exclave d'Ixelles.

## Histoire
La zone est restée rurale jusqu'à la fin du XIXe siècle. Dans les dernières décennies du XIXe siècle, l'urbanisation de Bruxelles s'est élargie et le Tenbosch, au nord de Berkendael, a commencé à être urbanisée. Par la suite, des plans ont également été élaborés pour étendre l'urbanisation et étendre Berkendael en un quartier résidentiel, sous l'impulsion de Georges Brugmann. En 1875, la première expansion dans le nord de la région fut commencée. Initialement, une chapelle fut également établie dans les années 1880, mais quand elle fut devenue trop petite, une nouvelle église a été érigée dans le district de Tenbosch. La chapelle a été désacralisée en 1896 et devait être démolie en 1927.
En 1898, Brugmann a servi un autre plan pour le développement du district, dans lequel César Boon était responsable de l'exécution. Selon ce plan, le quartier a été élargi selon un motif de chevrons autour du centre de l'avenue Louis Lepoutre. Au bout de l'avenue, une nouvelle église était prévue. Au sud, l'avenue Molière entre l'avenue Brugmann et l'ancien hameau Vleurgat se dirigerait vers l'ouest-est. Au début du XXe siècle, la zone située dans le triangle entre le chaussée de Waterloo au nord, l'avenue Brugmann à l'ouest et l'avenue Molière au sud a été urbanisée. Ce n'est qu'en 1934 que fut érigée l'église Notre-Dame de l'Annonciation d'Ixelles.

## Curiosités
- L'église Notre-Dame de l'Annonciation construite en 1934
- le quartier a beaucoup de maisons du début du XXe siècle dans différents styles tels que l'art nouveau, éclectique et modernisme, dont plusieurs sont protégées :
  - La maison éclectique et atelier du peintre Lemmers, par Gabriel Charle
  - moderniste House Wolfers, par Henry Van de Velde
  - un immeuble moderniste et art déco de 1929, par Joe Ramaekers
  - la maison art nouveau et atelier de peintre Géo Bernier, par Alban Chambon
  - La maison personnelle de Jean-Baptiste Dewin
  - la maison-atelier du peintre Paul Verdussen, par Paul Hamesse
  - l'ancien institut de chirurgie du docteur Depage et ancien Institut national du sang de 1926, par Jean-Baptiste Dewin